# José Manuel Rueda
José Manuel Rueda Sampedro (Linares, 30 gennaio 1988) è un calciatore spagnolo, centrocampista dell'Olímpic Xàtiva.

## Carriera

### Club
Ha giocato nella massima serie dei campionati spagnolo e cipriota, e nella seconda divisione spagnola.

## Palmarès

### Club

#### Competizioni nazionali
- Supercoppa di Cipro: 1

Omonia: 2010
- Kypello Kyprou: 1

Omonia: 2010-2011